# Codice Unlocked
Codice Unlocked (Unlocked) è un film del 2017 diretto da Michael Apted.

## Trama
Alice Racine è un'agente della CIA che cerca di individuare potenziali terroristi utilizzando la copertura di assistente sociale. Richiesta di collaborare ad un interrogatorio riesce ad ottenere informazioni da un membro di una cellula terroristica su un imminente attacco a Londra e le riferisce ad uno dei suoi superiori. Da lì a poco capisce di essere stata ingannata e di aver fornito ad una talpa informazioni importanti che hanno agevolato i piani dei terroristi. Alice inizia una corsa contro il tempo per fermare l'imminente attacco biologico che minaccia Londra.

## Distribuzione
Il film è stato distribuito nelle sale cinematografiche britanniche il 5 maggio 2017, mentre in quelle italiane il 4 maggio.